# Parabola delle dieci vergini

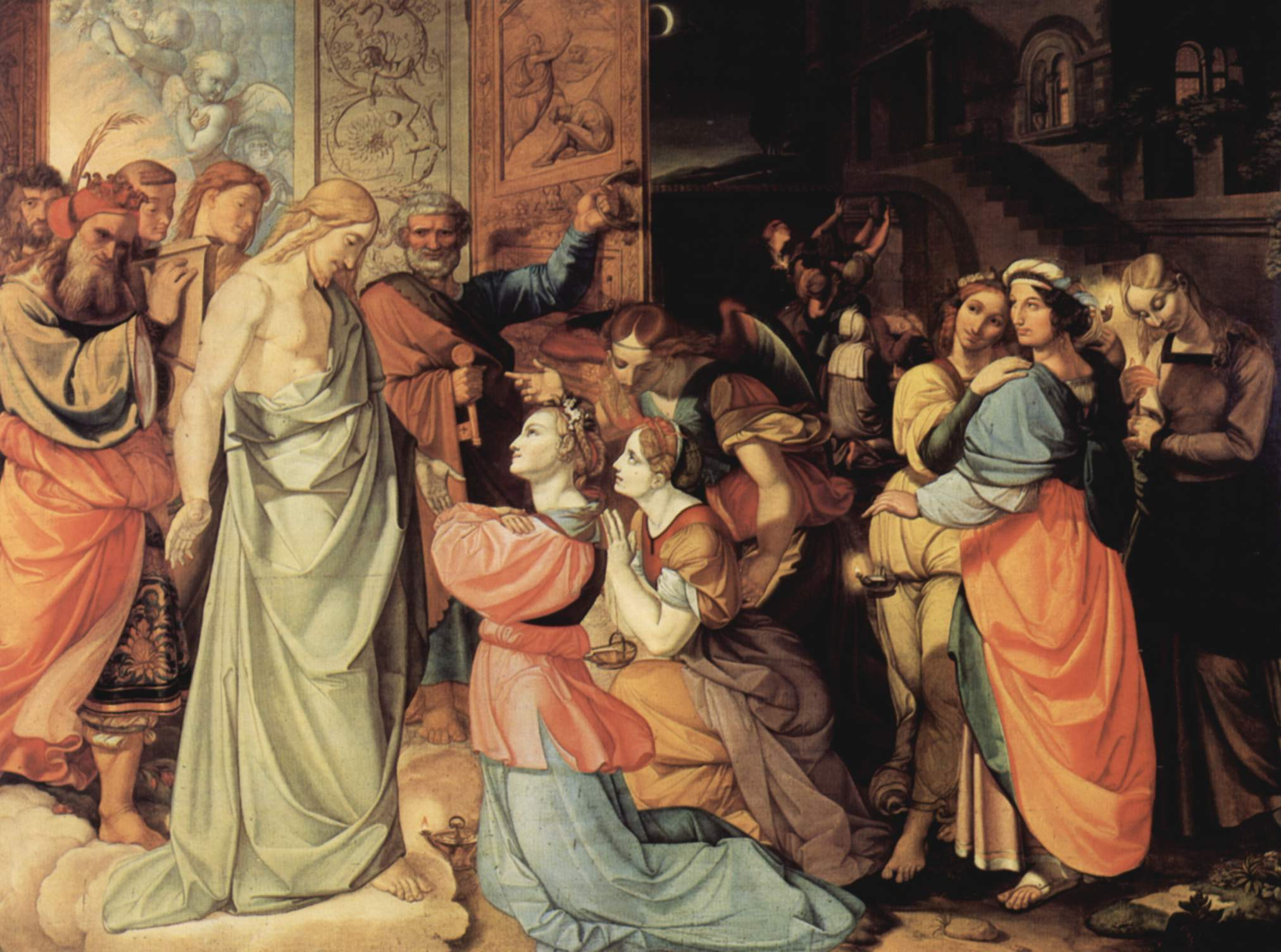
Le dieci vergini, dipinto di Peter von Cornelius.

La parabola delle dieci vergini è una parabola di Gesù raccontata solamente nel Vangelo secondo Matteo 25,1-13.

## Racconto
Nella parabola, Gesù racconta che a queste dieci ragazze viene affidato il compito di andare incontro allo sposo nel giorno delle nozze. Ciascuna delle vergini ha con sé una lampada, ma solamente cinque portano anche una riserva di olio per la suddetta. Siccome lo sposo tarda ad arrivare, le vergini si assopiscono e le lampade iniziano a spegnersi. Nel bel mezzo della notte, qualcuno urla che lo sposo sta arrivando: le vergini stolte, accorgendosi che le loro lampade stavano per spegnersi, chiesero alle sagge di prestare loro un po’ d’olio, ma queste ultime rifiutarono dicendo che non sarebbe bastato per tutte. Le stolte vanno quindi a comprare l'olio, ma nel frattempo arriva lo sposo ed entrano alla festa di nozze solamente le cinque vergini sagge. Quando tornarono, le vergini stolte bussarono gridando: “Signore, aprici!”. Ma lo sposo, dall’interno, rispose: “In verità vi dico: non vi conosco”. Gesù conclude la parabola dicendo: “Vegliate dunque, perché non sapete né il giorno né l’ora”.

### Il contesto della parabola
Questa parabola rimanda agli usi nuziali dell'antico Vicino Oriente dove si costituivano due cortei, uno per la sposa e uno per lo sposo. In Palestina, a causa del clima afoso, i matrimoni avevano luogo di sera e si protraevano fino a tarda notte. Un corteo di damigelle, composto di solito da amiche della sposa, si dava appuntamento in un luogo per aspettare lo sposo col suo corteo di amici. Entrambi andavano poi ad annunziare il matrimonio nella casa paterna della sposa e a prelevarla per condurla nella casa dello sposo dove si celebravano le nozze e aveva luogo la festa.

## Nell'arte

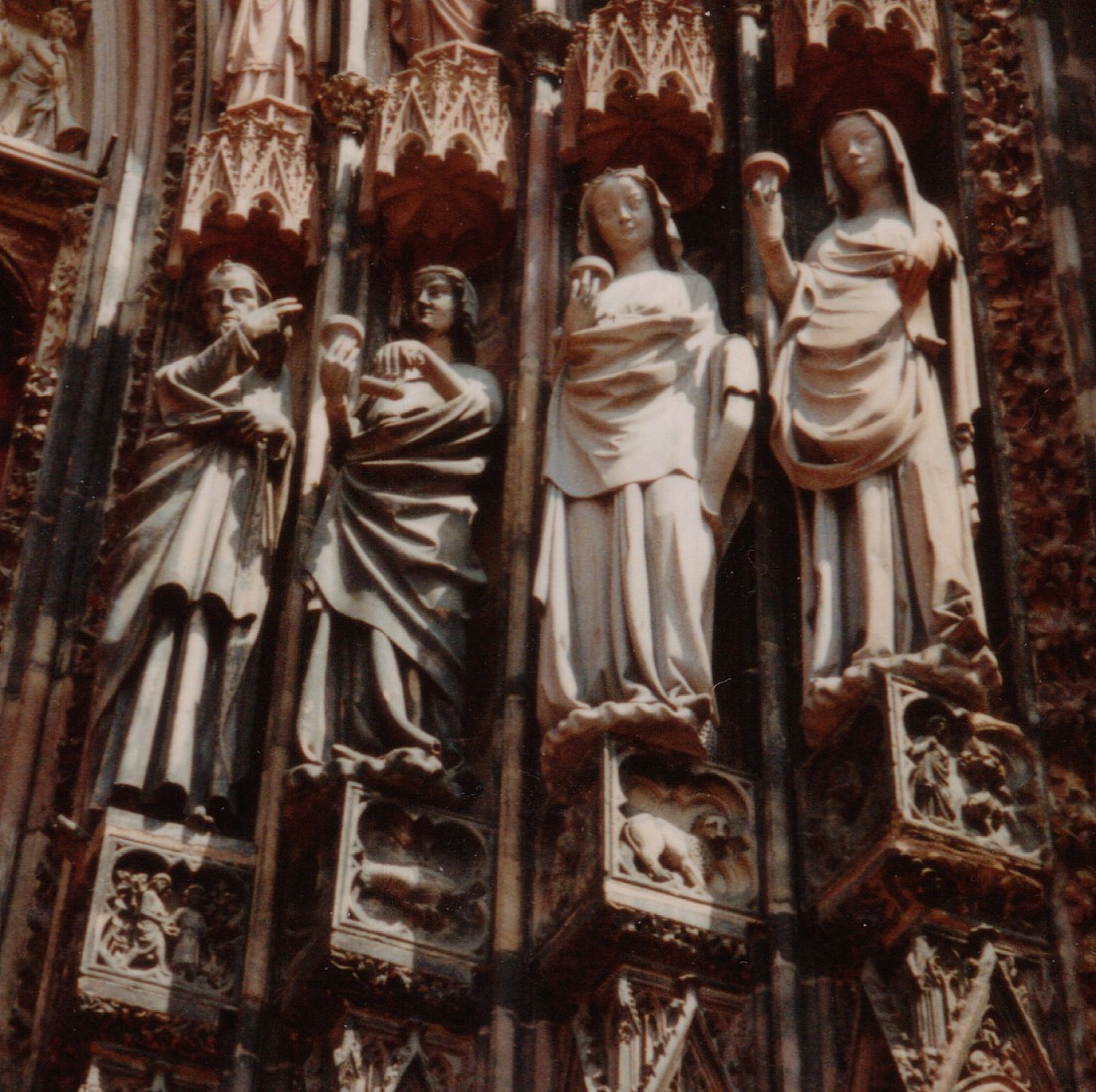
Le vergini sagge appaiono con Gesù Cristo nella cattedrale di Strasburgo.

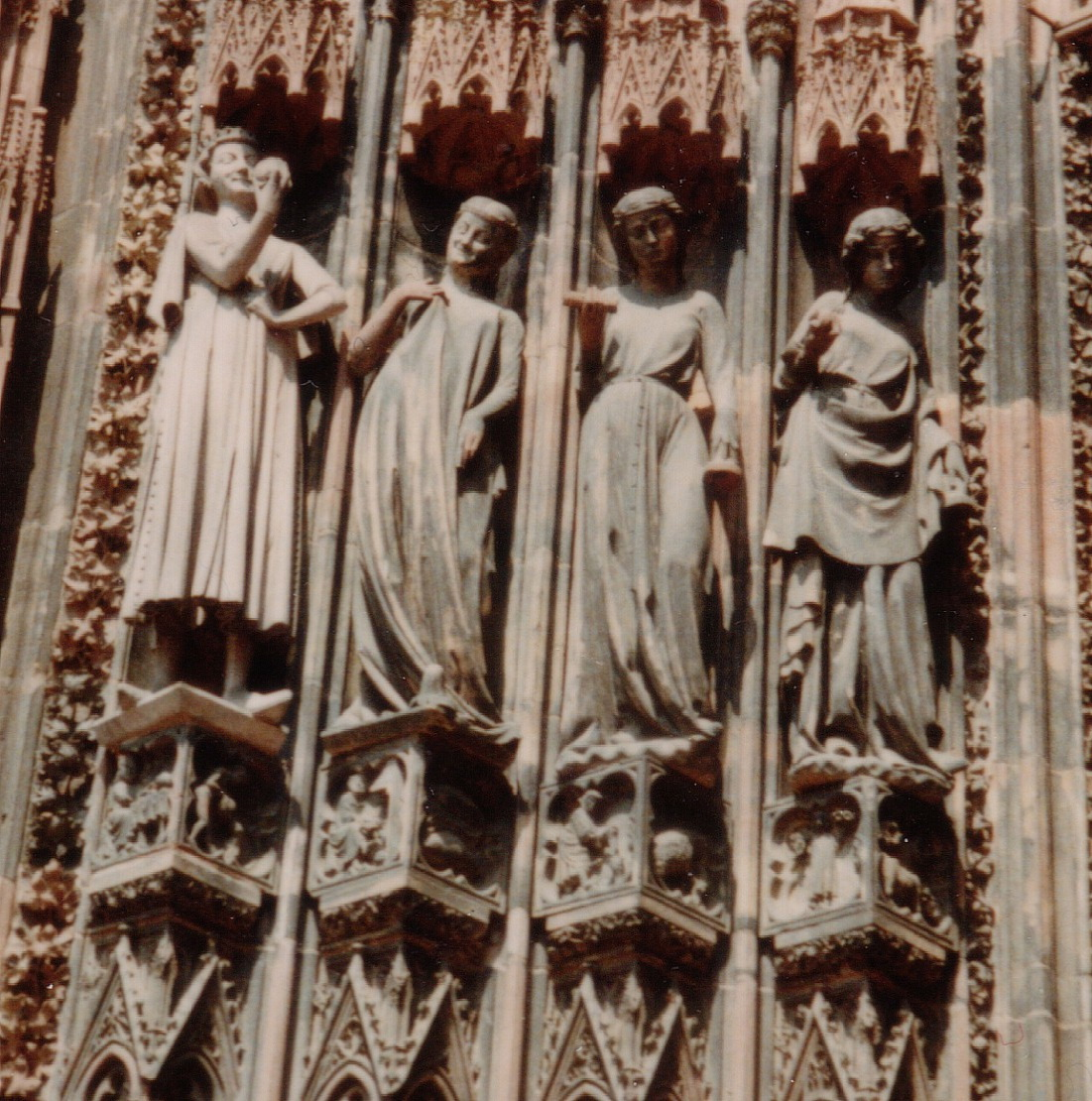
Le vergini stolte appaiono con il demonio nella cattedrale di Strasburgo.

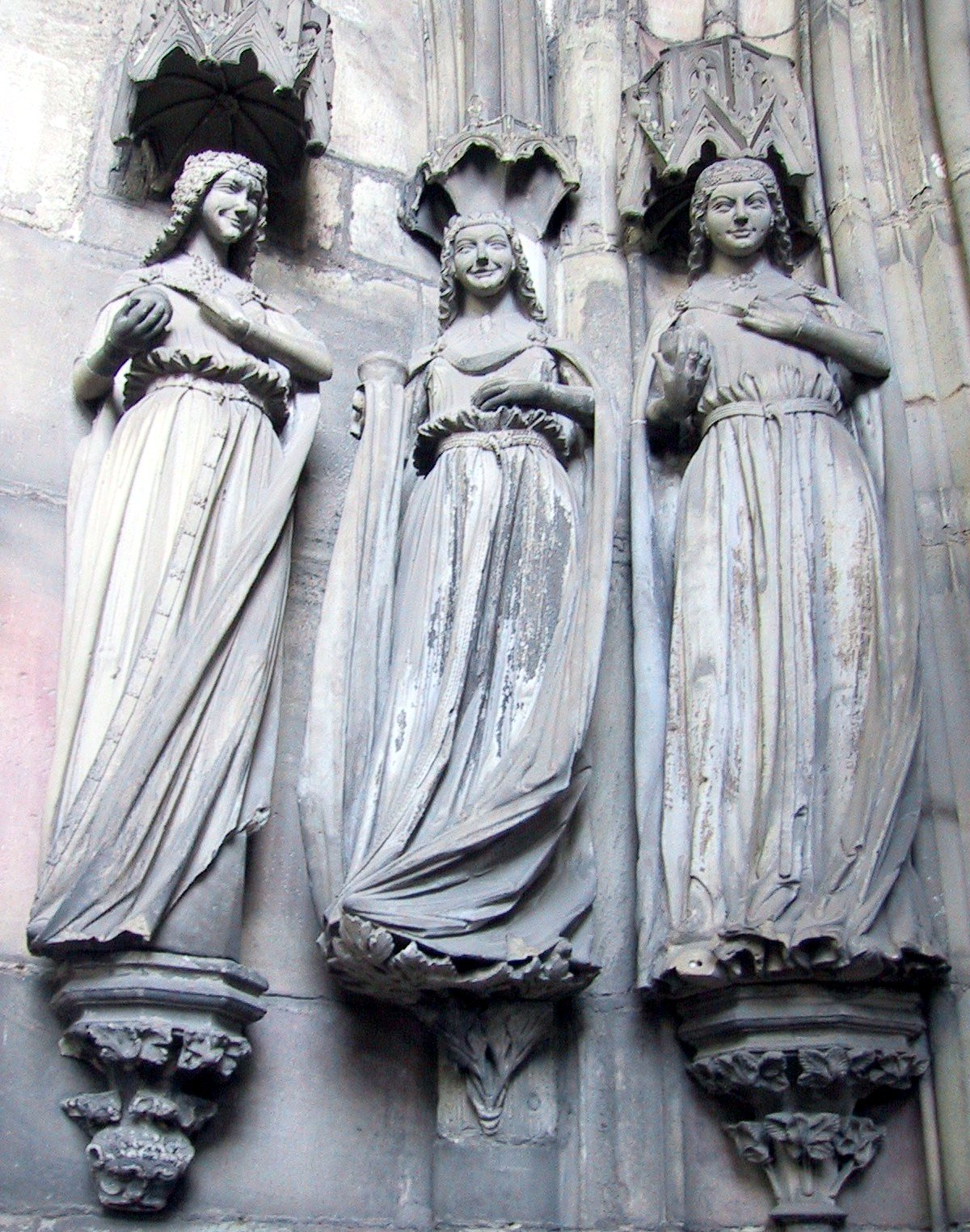
Tre vergini sagge gioiscono, Cattedrale di Magdeburgo.

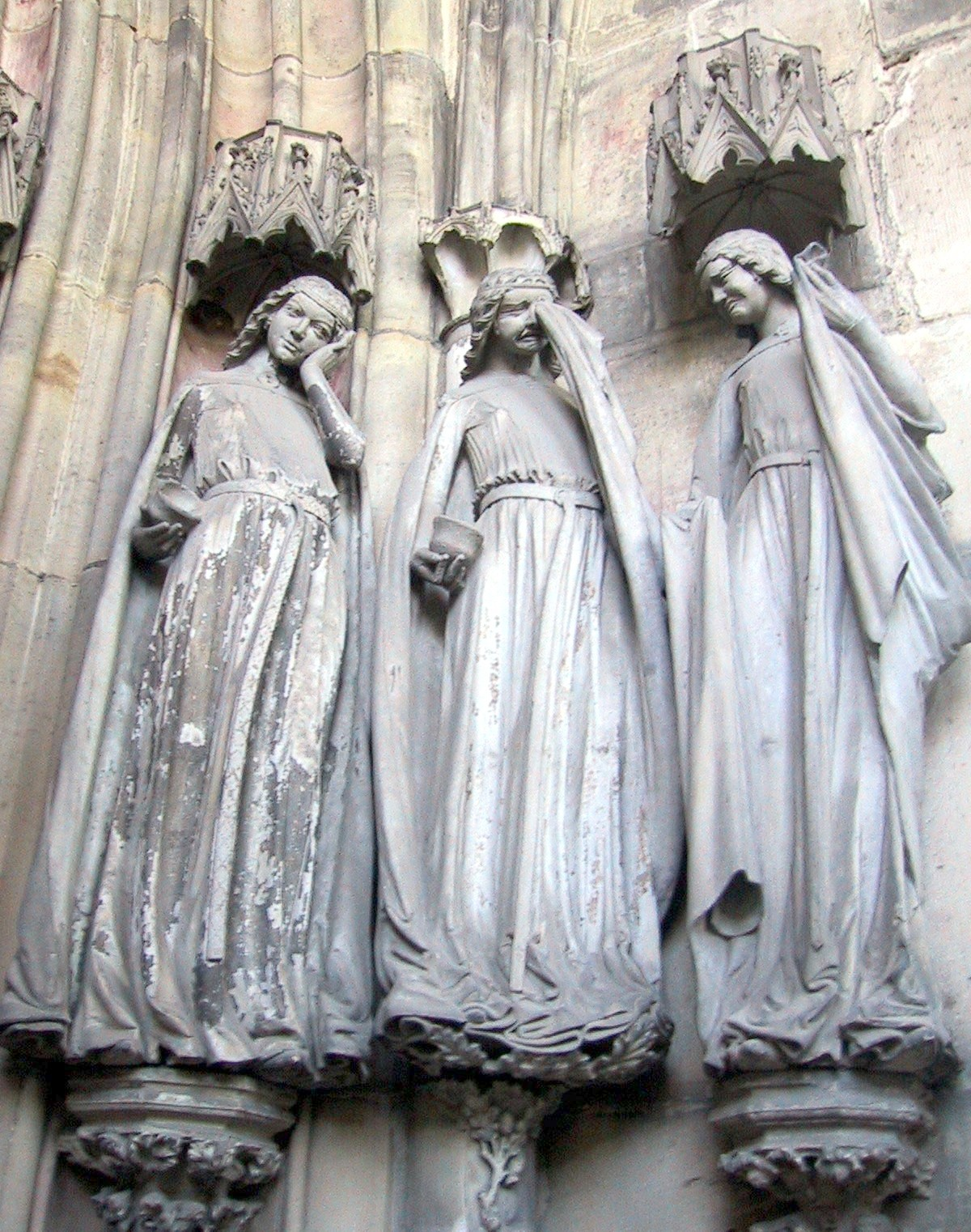
Tre vergini stolte piangono. Cattedrale di Magdeburgo.

La Parabola delle dieci vergini era una delle parabole più popolari nel Medioevo. Essa ha avuto un'influenza enorme sull'arte gotica, sulla scultura e sull'architettura delle cattedrali tedesche e francesi.
Ci sono sculture che prendono ispirazione da questa parabola:
- in Francia
  - nella cattedrali di Amiens, di Saint-Étienne di Auxerre e di Bourges, di Laon, di Notre-Dame di Parigi, di Reims, di Saint-Étienne di Sens e di Notre-Dame di Strasburgo
- in Germania
  - a Erfurt, Friburgo, Lubecca e nella cattedrale di Magdeburgo
- in Svizzera
  - a Basilea

Essa costituisce anche l'argomento di riferimento della cantata sacra "Wachet auf, ruft uns die Stimme" di J. S. Bach. Il testo, ad opera del poeta Philipp Nicolaj, chiede a Gerusalemme di svegliarsi e alle dieci vergini di preparare le lampade.
Parmigianino usò la parabola nella decorazione ad affresco della Madonna della Steccata a Parma.
Questa parabola è anche alla base della prima opera teatrale in lingua romanza: lo Sponsus. La pièce, composta nell'XI secolo in lingua volgare occitanico, è stata tradotta da un codice situato nell'abbazia di San Marzale di Limoges.